# Kiss Gergely (grafikusművész)
Kiss Gergely (Szombathely, 1987 –) magyar grafikus, filmes, designer.

## Élete
Korán megtanulta a kézi grafika alapjait, nagyapja által, majd a személyi számítógép elterjedésével megismerkedett a számítógépes grafikával. Első munkáit Microsoft Paint szoftverrel készítette, melyek pixelgrafikus alkotások voltak. Általános iskolai tanárának köszönhetően megismerkedett 3 dimenziós modellező és képalkotó szoftverekkel, mint a 3ds Max, vagy a Photoshop.
2006-ban (19 évesen) nyerte meg a Vas megye Művész Embere címet, filmes és képi kategóriában egyaránt. Egyetemi éveit Szombathelyen és Ausztráliában, Sydney-ben töltötte, formatervezői diplomáját a Nyugat-magyarországi Egyetemen szerezte 2011-ben. Egyetemi hallgatóként az amerikai Brammo elektromos motorkerékpár gyárnak dolgozott, többek között formatervezőként. A cég a diplomamunkáját (jogtalanul) felhasználva 2012-ben bemutatta[forrás?], az azóta is piacvezető és több díjat elnyert, Empulse R motorkerékpárt.
2010-től napjainkig a művész számos cég arculatának megalkotásában vett részt, illetve dolgozott Gráner József első magyar 3 dimenziós dokumentumfilmjének elkészítésében is, melyet több hazai moziban levetítettek.
Munkái közé tartozik továbbá, Katona Attila, magyar sci-fi-író és barát, Csillaghullás című könyvsorozatához készített könyvborítók és illusztrációk. Ugyanebben az évben az Írókéz galéria jóvoltából a könyvhöz készült munkából kiállítás került megrendezésre a szombathelyi Frei kávézóban.
2013-2015 formatervező a Moveo elektromos robogó, illetve a Pannon Porto Kft. által finanszírozott elektromos autó fejlesztési projektben.
2015-től a body.builder.hu webmagazin külsős grafikusa.

## Kitüntetései
- 2003 – Budapesti Diákfilm Fesztivál – Legjobb animációs film
- 2004 – Pécsi Diákfilm Fesztivál – Legjobb animációs film
- 2006 – Vas megye Művész Embere – Abszolút győztes

## Munkássága
- 2011 – Brammo Empulse R elektromos motorkerékpár formaterve
- 2013-2015 – Elektromos robogó és autó egyes elemeinek forma- és gépelemeinek tervezése
- 2011-2015 – Arculati anyagok tervezése a; Dinasztia Kft.; EHS-Partner Kft.; Tamak-Autó Kft.; Urbán 2000 Kft.; Trans Henzler Kft.; Patkó Gym (edzőterem) tervezése

Webdesign:
- molnargysz.atw.hu
- hodvognerk.atw.hu
- szentrite.hu
- termekdijguru.hu
- ehspartner.hu
- gerendashotel.hu
- nihonto-shop.com
- praline-edesseg.hu
- ribhajok.hu
- edzoterem.com
- gergely-kiss.com

Animációs filmek:
- Gráner József: Az űrkutatás története

## Csoportos kiállításaiból
- A Képzőművészeti Egyetem Szűcs Attila osztályának kiállítása (2009-11-07 – 2009-11-08)[1]
- Arcrekonstrukciók – a Magyar Képzőművészeti Egyetem Művészeti Anatómia Rajzi és Geometria Tanszékének kutatási anyaga, a Perkáta Nyúli-dűlőn feltárt emberi maradványok rajzi feldolgozása. (Szent István Király Múzeum – Rendház, 2012-03-14 – 2012-05-06)[2][3]